# Filipa César
Filipa César (Porto, 1975) é uma artista e realizadora portuguesa que se interessa pelos aspetos ficcionais do documentário.

## Percurso
César vive e trabalha em Berlim. Estudou na Universidade do Porto e de Lisboa (1996-99), e na Academy of Arts de Munique (1999-2000). Em 2008, concluiu o mestrado Art in Context na UDK (Universidade das Artes de Berlim), enquanto bolseira da Fundação Calouste Gulbenkian.
A sua primeira longa-metragem teve por título Spell Reel, um elemento de Luta Ca Caba Inda, um work-in-progress a partir do “cinema militante” rodado na Guiné-Bissau entre 1964 e 1980. Foram seis anos de trabalho de um projecto que teve o apoio do Arsenal, uma instituição dedicada ao cinema experimental ligada à Cinemateca Alemã, do Jeu de Paume em Paris, do Showroom em Londres, da galeria ZDB e da Fundação Calouste Gulbenkian em Lisboa.
Filipa César expôs, entre outros lugares, na 8ª Bienal de Istambul, 2003; Kunsthalle Wien, 2004; Museu de Serralves, 2005; Festival Internacional de Cinema de Locarno, 2005; CAG - Galeria de Arte Contemporânea, Vancouver, 2006; Tate Modern, 2007; Museu St. Gallen, 2007; Trienal Internacional de Arte Contemporânea, Praga, 2008; SF MOMA, São Francisco 2009; 12ª Bienal de Arquitetura, Veneza; 29ª Bienal de São Paulo 2010, São Paulo; e Manifesta 8, Cartagena, 2010.

## Filmografia
Entre a sua filmografia encontram-se: 
- Cuba (2013)
- Conakry (2013)
- Mined Soil (2015)
- Transmission from the Liberated Zones (2016)
- Spell Reel (2017)
- Sunstone (2017)

## Instalações
- F for Fake (2005)
- Rapport (2007)
- Le Passeur (2008)
- The Four Chambered Heart (2009)
- Memograma (2010)
- Criolo Quântico (2019)[5]

## Reconhecimentos e prémios
Em 2010, César foi a vencedora da sexta edição do Prémio BES Photo, com um trabalho intitulado "Memograma", que inclui dois filmes e uma série de fotografias a partir de uma obra do realizador alemão Rainer Werner Fassbinder.